# Ramses II.
Ramses II., auch Ramses der Große genannt (* um 1303 v. Chr.; † 27. Juni 1213 v. Chr.), war der dritte Pharao der 19. Dynastie des Neuen Reichs. Er regierte nach antiken Quellen rund 66 Jahre von 1279 bis 1213 v. Chr. und gilt als einer der bedeutendsten Herrscher des Alten Ägyptens.
Während seiner langen Regierungszeit errichtete er zahlreiche heute noch erhaltene Bauten und Monumente, wie beispielsweise den Tempel von Abu Simbel, die als UNESCO-Welterbe auch zu den touristischen Sehenswürdigkeiten des heutigen Ägypten zählen und daher weltweit bekannt sind. In Abbildungen und Inschriften lässt Ramses II. seine Taten schildern, so dass über die Zeit seiner Herrschaft vergleichsweise viele Informationen vorliegen. Die Person dieses Pharaos inspirierte seit der Antike Legenden, Romane und Kinofilme, in denen sich historische Fakten und Fiktion mischen.

## Herkunft
Ramses war der Sohn von Sethos I. und dessen Großer königlicher Gemahlin Tuja. Er hatte wahrscheinlich zwei Geschwister: einen Bruder, der Nebchasetnebet hieß und schon in jungen Jahren verstarb, sowie eine Schwester mit dem Namen Tia. Lange Zeit wurde auch Henutmire für eine Tochter von Sethos I. und damit eine Schwester von Ramses II. gehalten. Sie war aber tatsächlich die zur Großen königlichen Gemahlin erhobene Tochter von Ramses II.

## Thronfolger
Aus der Kindheit und Jugend des Pharaos ist wenig bekannt. Es wird vermutet, dass er etwa acht bis zehn Jahre alt gewesen sein muss, als sein Vater zum Pharao gekrönt wurde. Die frühesten bekannten Denkmäler, wie beispielsweise die Stele des May, oder die Königsliste von Abydos des Sethos I. zeigen ihn mit der typischen Jugendlocke und stellen ihn entsprechend der ägyptischen Bedeutungsperspektive deutlich kleiner dar als seinen Vater.
Wahrscheinlich wurde Ramses in den letzten Jahren seines Vaters Sethos I. von diesem zum Prinz- oder Mitregenten eingesetzt. Der kanadische Ägyptologe Peter J. Brand (2000) gibt hierzu einen Überblick über die Inschriften und Monumente aus den ersten Regierungsjahren Ramses II.: In der Widmungsinschrift des Totentempels des Sethos I. von Abydos wird Ramses als „Ältester Sohn des Königs und Erbprinz“ (s3 nsw smsw iry-pˁt), der „gekrönt“ (sḫˁi) wurde, bezeichnet. Auf der sogenannten Kuban-Stele erscheint Ramses als Kind-Erbe (ḫrd iry-pˁt), nicht aber als gekrönter Mitregent. Weitere Monumente stellen Ramses laut Brand nicht als Mitregent dar, sondern als Thronerben. Höchstwahrscheinlich hat Ramses als Kronprinz und vorausbestimmter Nachfolger seines Vaters eine gründliche Ausbildung erhalten: Er konnte Erfahrungen auf religiösem, zivilem und militärischem Gebiet machen. In den letzten Jahren seines Vaters hatte er als Thronerbe eine herausgehobene Stellung und großen Einfluss. Indem er Monumente seines Vaters, wie beispielsweise dessen Totentempel, vollendete, stellte Ramses sich selbst und seine Herrschaft als eng verbunden mit seinem Vorgänger dar und legitimierte sich somit als Nachfolger.
Auf der Außenmauer der großen Säulenhalle im Tempel des Amun-Re in Karnak stellt ein Relief Pharao Sethos I. als Sieger auf dem Streitwagen dar; hinter dem Streitwagen war ursprünglich der Truppenoberkommandant und Wedelträger zur Rechten des Königs Mehi in der herrscherlichen Pose des „Erschlagens der Feinde“ abgebildet. Diese war dem Pharao selbst oder dem Erbprinzen vorbehalten. Kurz nach seinem Regierungsantritt ließ Ramses die Figur des Mehi durch seine eigene ersetzen und nahm auch dessen Titel für sich selbst in Anspruch. Maderna-Sieben (2016) vermutet, dass „die prominente Stellung des Mehi […] auf eine Vorsichtsmaßnahme Sethos' I. zurückzuführen [sei]“, der für den Fall seines Todes einen erfahrenen Nachfolger bereithalten wollte. Ramses habe Mehis Abbildung durch seine eigene ersetzt und damit seine junge Herrschaft legitimiert.
Darstellungen Ramses' als Thronfolger

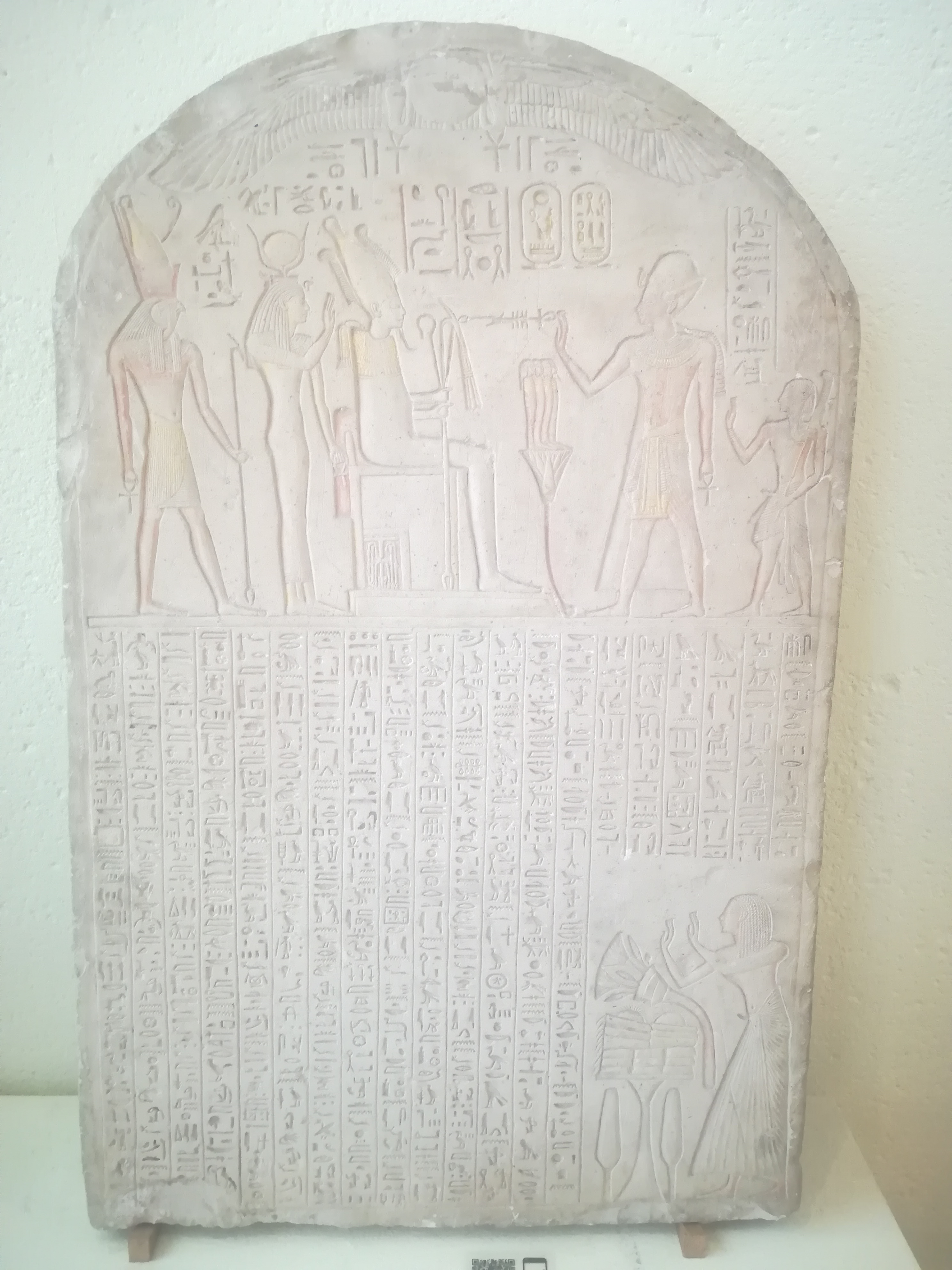
Stele des May aus Abydos
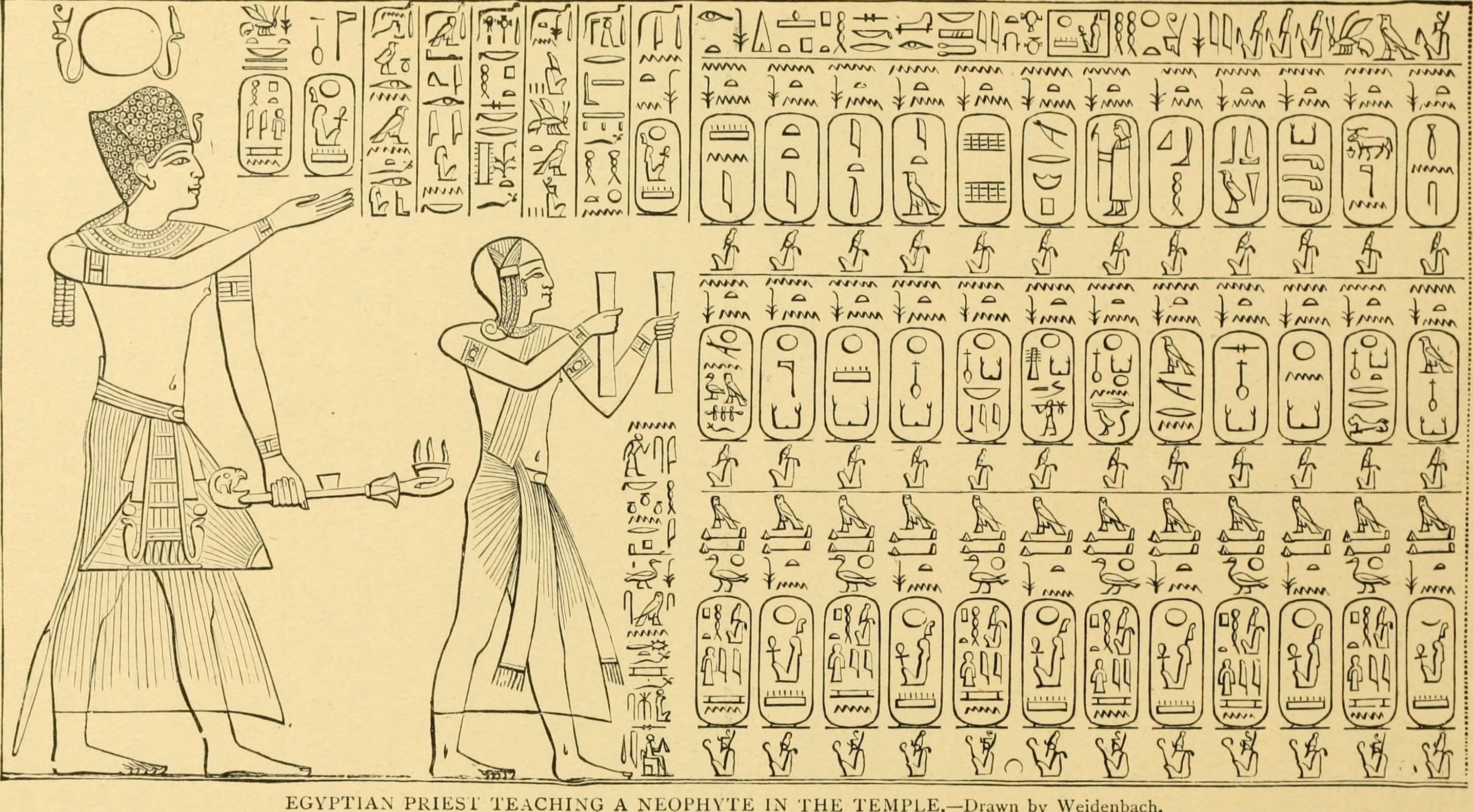
Sethos I. und Ramses vor der Königsliste von Abydos (Zeichnung von 1897)
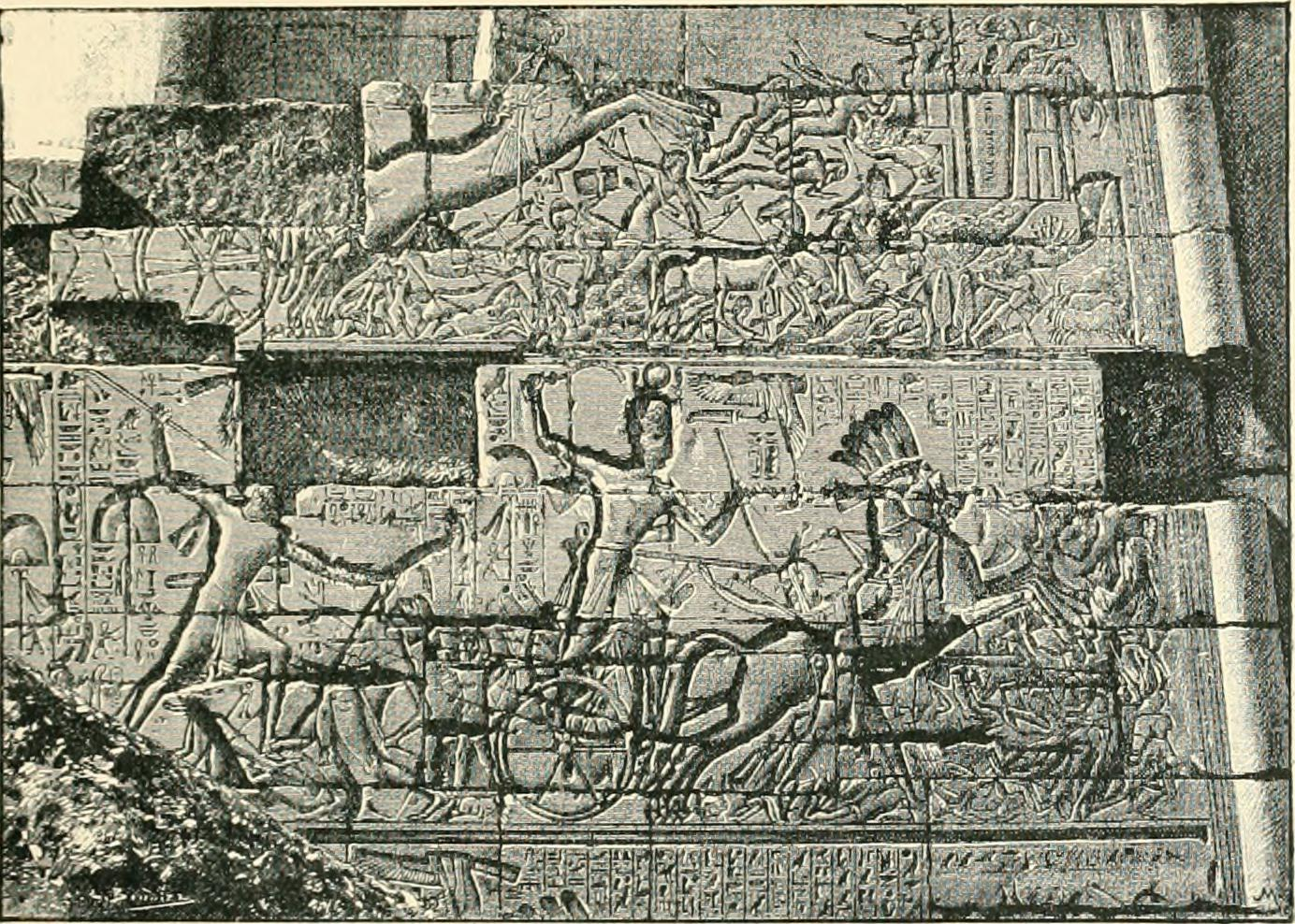
Ramses II. beim „Erschlagen der Feinde“ hinter Sethos I., Säulenhalle von Karnak

## Pharao

### Datum des Regierungsantritts
Die Regierungsdauer Pharao Sethos I. bleibt wissenschaftlich umstritten – somit auch, wann genau Ramses II. zum Pharao erhoben wurde. Helck gibt den 26. Schemu III 1279 v. Chr. als Todestag Sethos I. an, so dass Ramses ihm zufolge am 27. Schemu III (31. Maijul. / 20. Maigreg.) die alleinige Herrschaft antrat. Einen sogenannten „chronologischen Anker“ stellt nach Meinung zahlreicher Ägyptologen das Neumonddatum im 52. Regierungsjahr von Ramses dar. Der erste Tag des Mondkalenders fiel in jenem Jahr auf den 27. Peret II.
Altägyptischen Quellen ist zu entnehmen, wann der erste Mondmonatstag begann. In den Sargtexten gilt der zweite Mondmonatstag als „Tag, an dem der Mond klein ist“. Ein ptolemäischer Text aus dem Chonsu-Tempel in Karnak beschreibt die beiden ersten Mondmonatstage: „Der Mond wird am Tag der Nichtsichtbarkeit empfangen und am zweiten Mondmonatstag geboren.“ Jürgen von Beckerath berechnete das Neumonddatum und entschied sich von den für ihn in Frage kommenden Jahren 1203, 1228 sowie 1253 v. Chr. für die mittlere Möglichkeit, da er bezüglich der Thronbesteigung das Jahr 1304 v. Chr. als „zu früh“ und das Jahr 1254 v. Chr. als „zu spät“ einstufte. Ausgehend vom Jahr 1228 v. Chr. ergaben die Berechnungen von Beckeraths in Rückrechnung somit das Jahr 1279 v. Chr. als Regierungsantrittsdatum. Beckeraths Ermittlung des Neumonddatums ist allerdings wieder umstritten, da auch andere Berechnungsgrundlagen vorliegen.
| Letzte sichere Altlichtsichtbarkeit 7. Dezember gegen 5:50 Uhr Ortszeit | Ägypten | 6.–7. Dezember | 25. Peret II |
| Tag des Neumondfestes: Beginn mit Sonnenaufgang des 8. Dezember         | Ägypten | 8.–9. Dezember | 27. Peret II |

Nach Gautschy (2011) fiel der astronomische Neumondtag im Jahr 1228 v. Chr. auf den 28. Peret II. Aufgrund der nur knappen Sichtbarkeitsdauer der Altlicht-Mondsichel im Monat Peret II des Jahres 1228 v. Chr. besteht die Möglichkeit, dass am 19. Dezemberjul. / 8. Dezembergreg.noch eine Sichtung vorgenommen werden konnte. Eine sichere Aussage kann jedoch nicht getroffen werden, so dass lediglich für den 18. Dezemberjul. / 7. Dezembergreg. von einer zweifelsfreien Sichtung des Altlichts ausgegangen werden kann. Ein alternatives astronomisches Neumonddatum bezüglich des 27. Peret II liegt nach Gautschys Zuweisung für das Jahr 1239 v. Chr. vor. Allerdings ist jenes Datum mit ähnlichen Sichtbarkeitsproblemen des Jahres 1228 v. Chr. verbunden.

### Legitimation und Erhalt der Macht
Jan Assmann unterschied 1991 zwischen einem „identitären“ und einem „konzeptionellen“ Konzept der Göttlichkeit des Pharao. Demzufolge besitzt der Pharao eine persönliche göttliche Identität als Sohn des Gottes Re (im Alten Reich) beziehungsweise Amun (im Neuen Reich). In Gestalt eines Menschen, des amtierenden Pharaos, zeugt der Gott mit einer menschlichen Gemahlin einen göttlichen Sohn. Dennoch bleibt der Pharao ein sterblicher Mensch, der sich wie jeder andere vor dem Totengericht zu verantworten hat. Über die Regierungsdauer eines einzelnen Pharaos hinaus kommt der Institution des Königtums eine unabhängige Göttlichkeit zu. Diese garantiert die unveränderlich bleibende Weltordnung, welche in der Göttin Maat personifiziert ist.
Der langen Lebensdauer und regen Bautätigkeit Ramses II. ist zu verdanken, dass sich viele Bauten, Abbildungen und Schrifttexte erhalten haben, auf denen und mit Hilfe derer sich der Pharao in diese Traditionen stellt. In der Bauinschrift im Totentempel des Sethos in Abydos legitimiert sich Ramses als Sohn des in seinem Vater Sethos personifizierten Gottes Amun. Darüber hinaus berichtet der Text, dass Ramses im Jahr 1 seiner Regierung anlässlich des Opet-Festes durch Amun-Re in seinem Herrschaftsanspruch bestätigt wurde. Im weiteren Verlauf festigte Ramses seine Herrschaft durch die geschickte Auswahl fähiger und loyaler Priester und Beamter. So ernannte er im ersten Regierungsjahr Nebwenennef zum Hohenpriester des Amun und behielt den einflussreichen Paser im Amt, der schon Wesir seines Vaters gewesen war. Zahlreiche Abbildungen und Reliefs zeigen den Pharao in der Bildtradition des „Einigers der beiden Länder“, siegreich auf dem Streitwagen sowie beim „Erschlagen der Feinde“ als Beschützer Ägyptens.

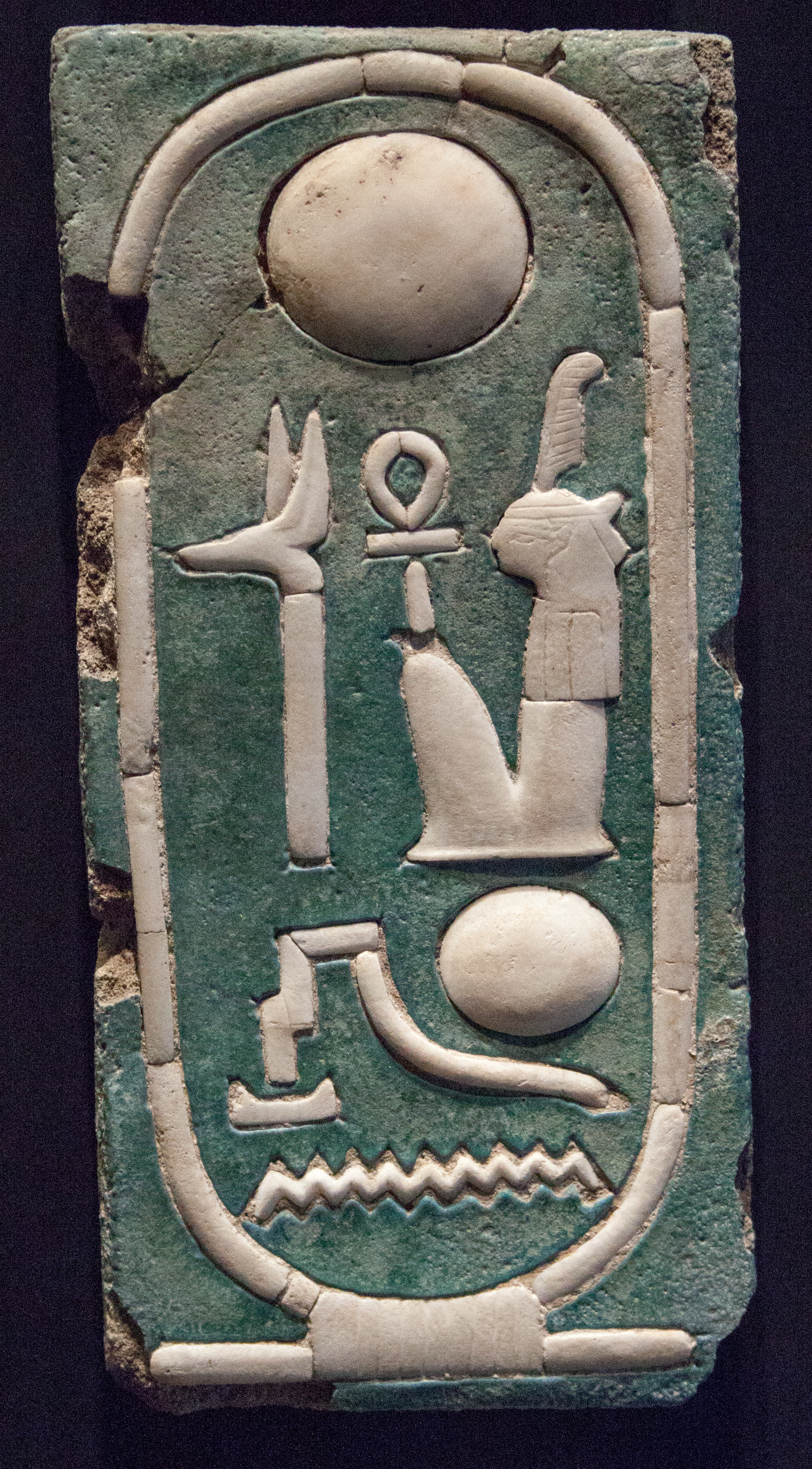
Kartusche mit dem Thronnamen: Stark ist die Maat des Re, Erwählter des Re
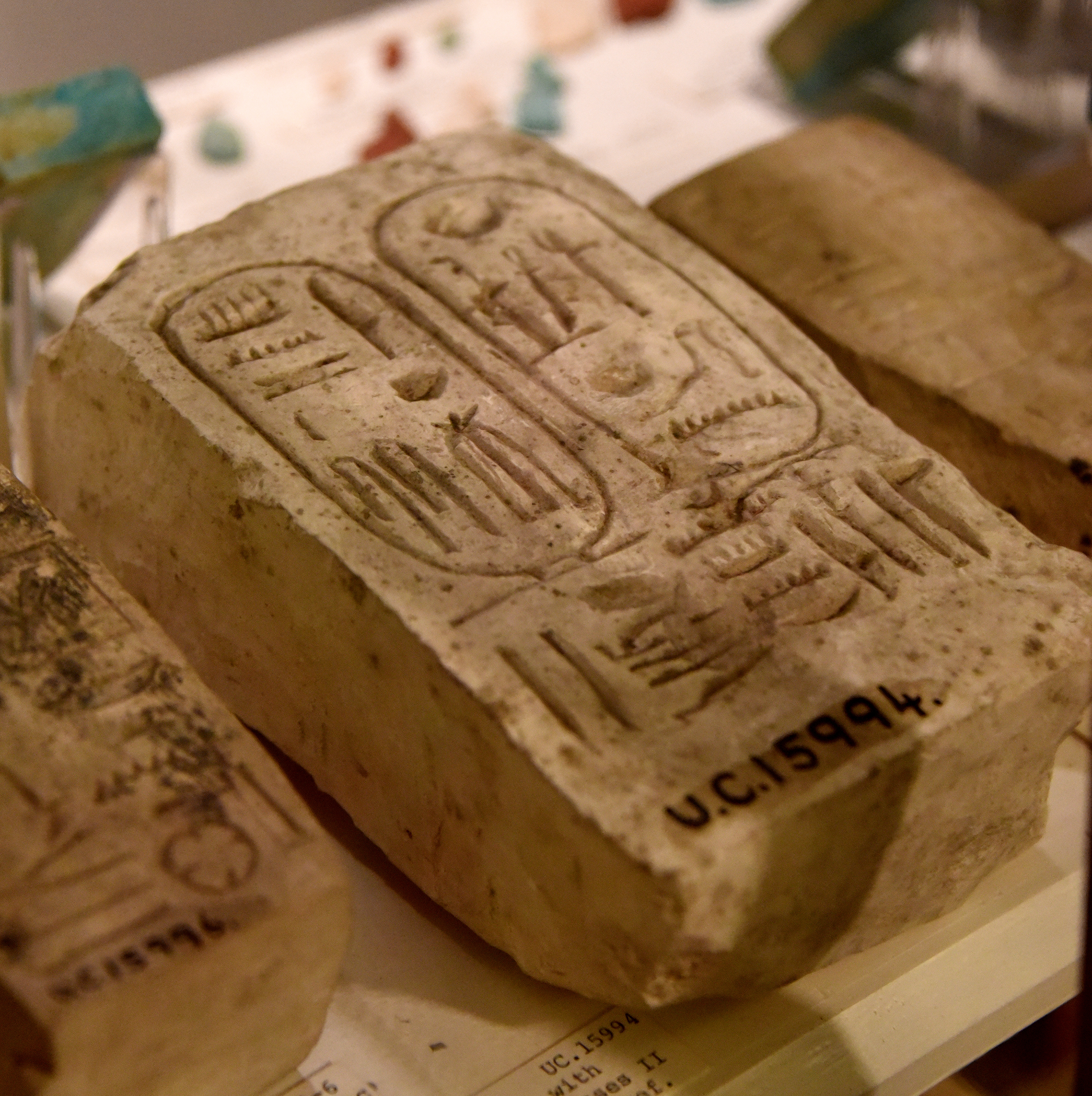
Kalksteinblock mit Thron- und Eigennamen von Ramses II. und dem Namen des Nebwenennef
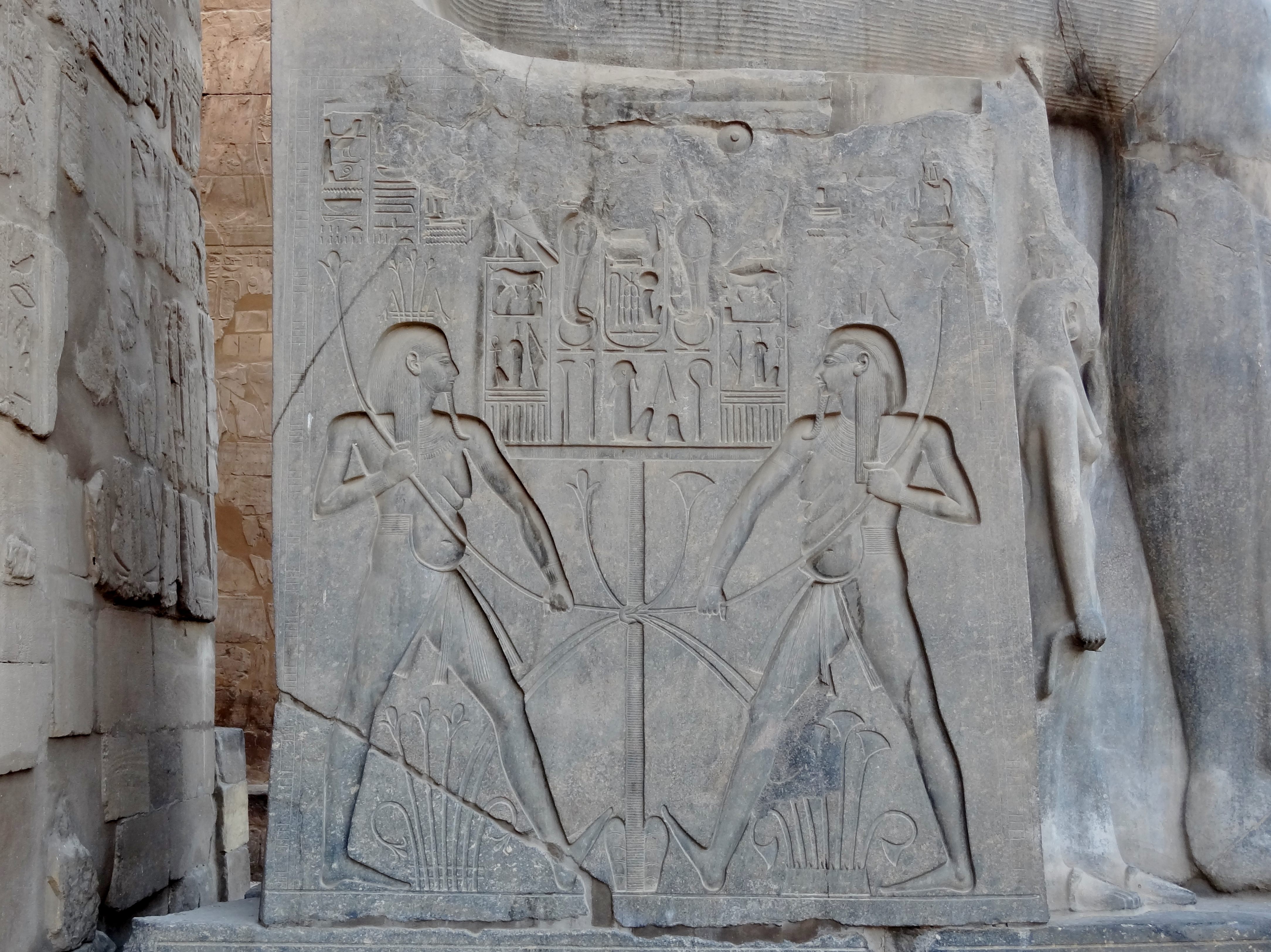
Darstellung der „Vereinigung der beiden Länder“ im Tempel Ramses II. in Luxor
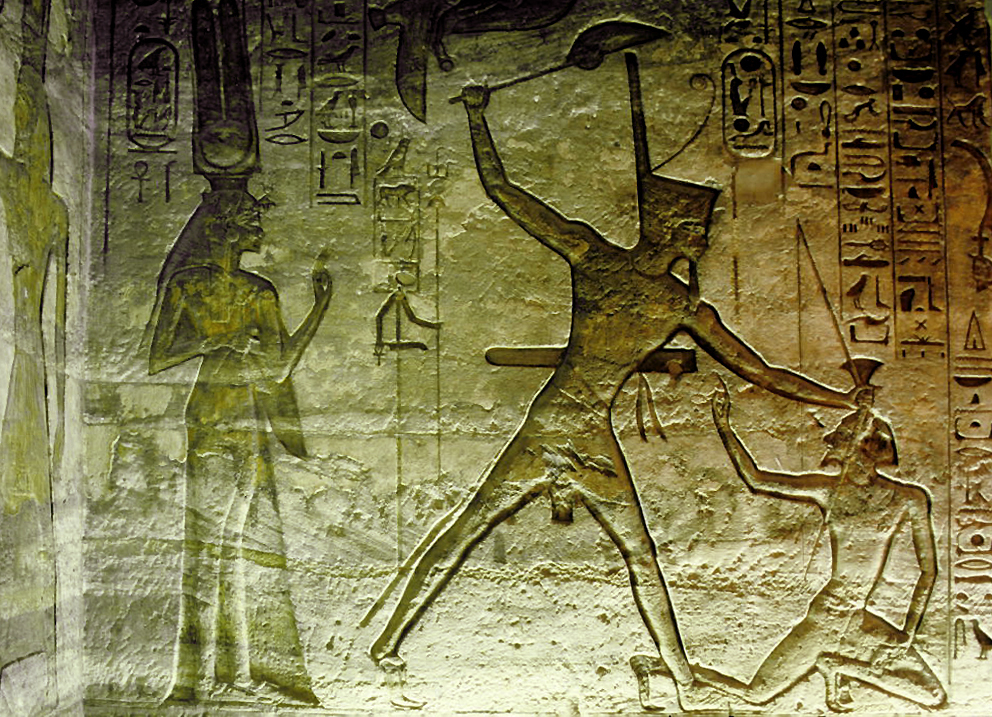
Ramses II. beim „Erschlagen der Feinde“, Abu Simbel

### Politik
In der späten Bronzezeit entstanden im östlichen Mittelmeerraum frühe Staatenbünde: Neben Ägypten waren dies Ḫatti, Aḫḫijawa, Babylon, Mittani sowie das Assyrische Reich. Deren Herrscher strebten danach, ihre Einflusssphären durch Eroberungen auszuweiten. Der hethitische Großkönig Šuppiluliuma I. beispielsweise hatte um 1350 v. u. Z. fast den gesamten Norden Syriens erobert. Dort entstanden Spannungen mit den ägyptischen Pharaonen der 18. Dynastie. Diese, vor allem Thutmosis III., hatten ebenfalls Ansprüche auf den syrisch-kanaanäischen Raum erhoben, Thutmosis hatte 1457 v. u. Z. die Schlacht bei Megiddo geführt.
Schon unter der Regierung von Amenophis III. waren die Hauptfeinde die libyschen Stämme im Nordwesten sowie die syrischen Vasallenstaaten, die sich immer wieder gegen die ägyptische Herrschaft erhoben, bis sich der amurritische Herrscher und zuvor ägyptische Vasall Aziru schließlich auf die Seite der Hethiter schlug.
Bereits Sethos I. zog gegen Syrien, konnte Amurru aber allenfalls kurzzeitig unter ägyptische Herrschaft bringen, bevor er es nach einem Gegenangriff wieder an die Hethiter verlor. Ramses II. nahm das Vorhaben seines Vorgängers wieder auf und versuchte erneut, syrische Staaten zu unterwerfen.

#### Feldzüge nach Syrien

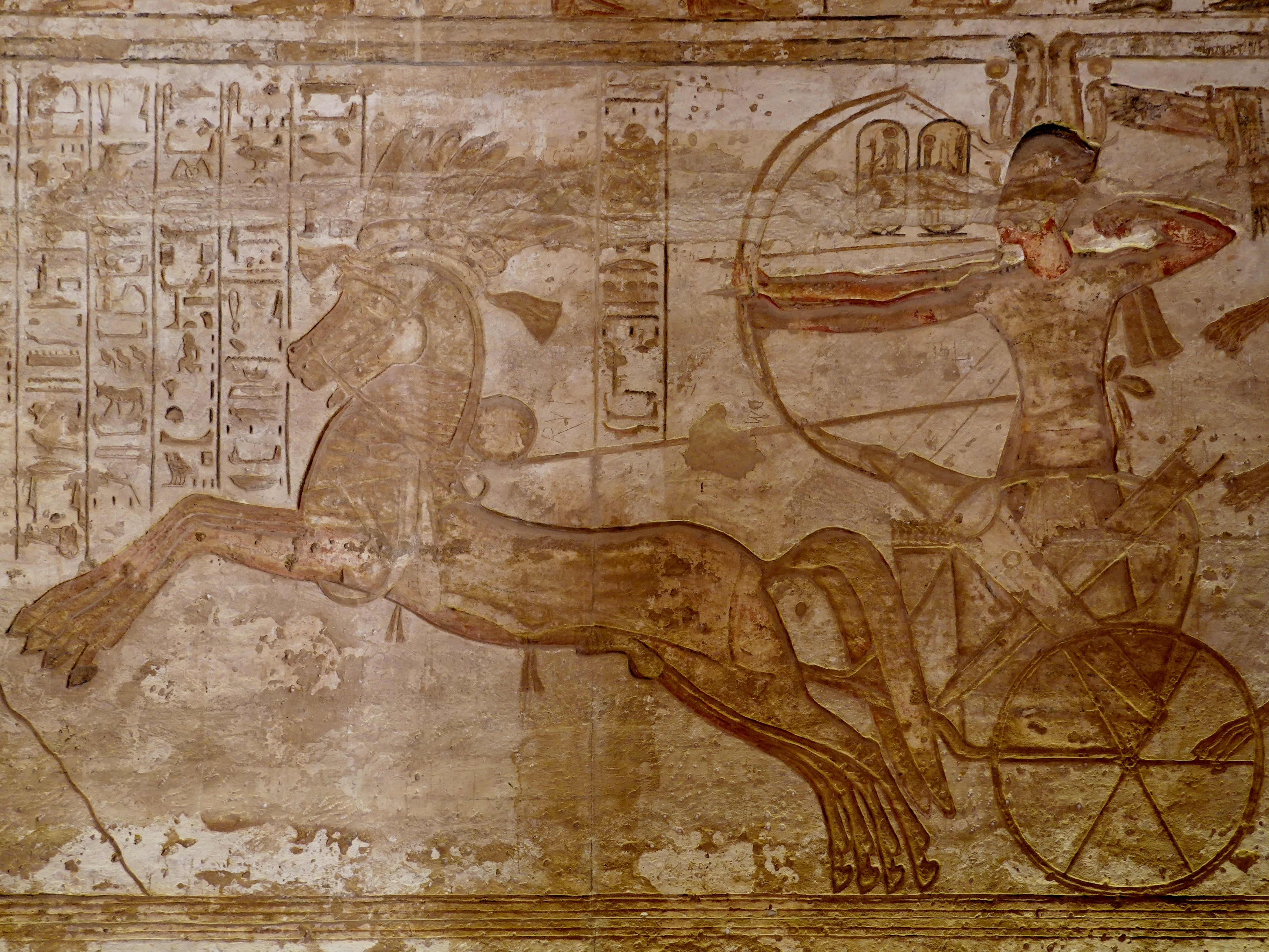
Ramses II. mit der „blauen Krone“ auf einem Streitwagen (Abu Simbel)

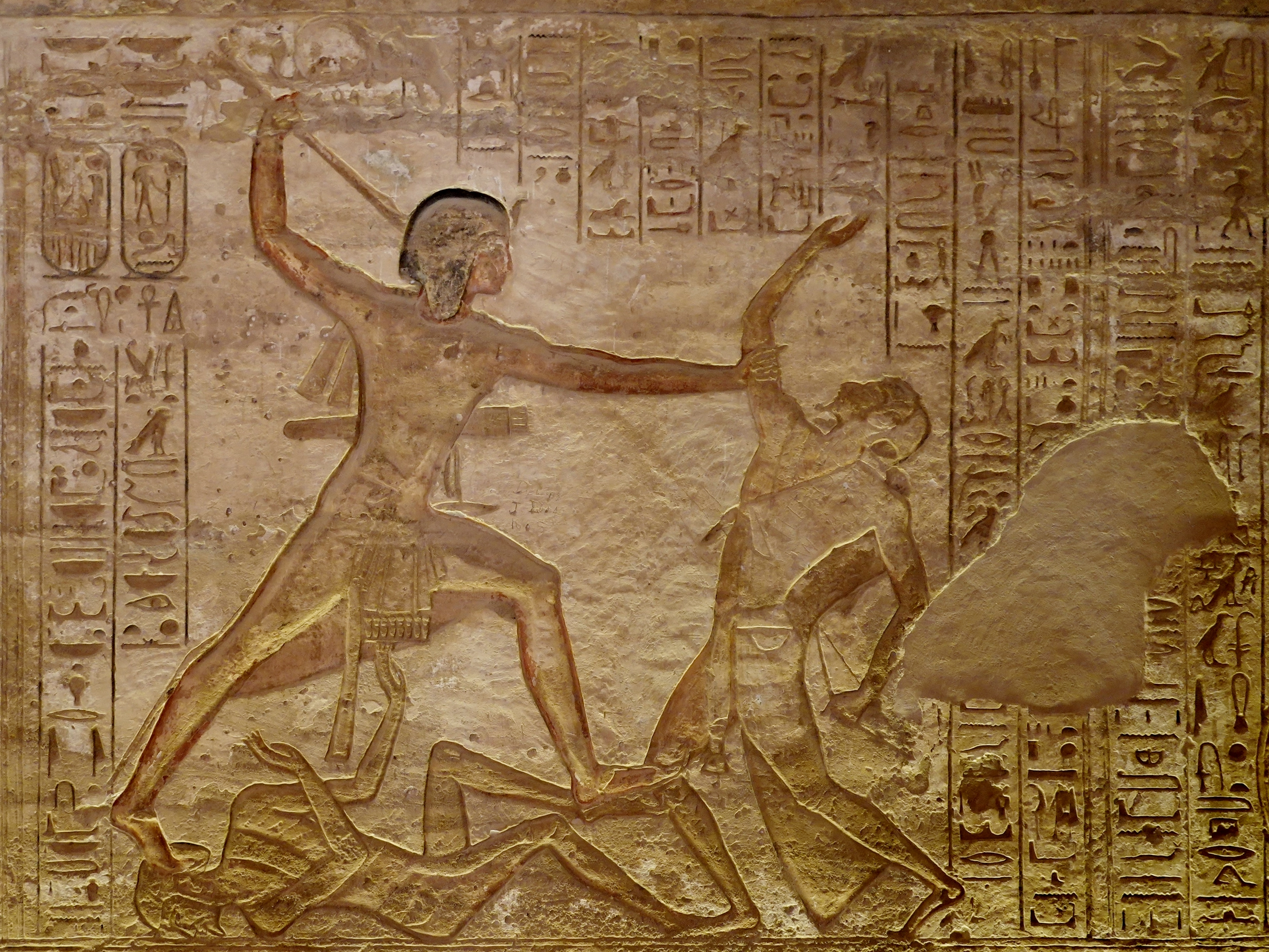
Ramses II. tötet mit einer Lanze einen libyschen Anführer (Abu Simbel)

Schon im Sommer des vierten Jahres seiner Regierung, 1276 v. Chr., zog Ramses mit seinem Heer gegen Syrien. Das Heer schlug den Weg ins Landesinnere ein und eroberte das Fürstentum Amurru, das unter der Herrschaft des Bentešina stand. Mit diesem Schlag forderte Ramses die Hethiter förmlich auf, sich einer Entscheidungsschlacht um die Vorherrschaft im syrischen Raum zu stellen.
Ramses rüstete eine Armee von etwa 20.000 Mann aus und zog mit ihr 1274 v. Chr. den heutigen Gazastreifen entlang nach Syrien. Rund 16 Kilometer vor der Stadt Kadesch am Orontes im Wald von Labwi kam das Heer Anfang Mai zum Stehen. Auch der Hethiterkönig Muwatalli II. hatte ein Heer aufgestellt, das mit zwei Divisionen von jeweils fast 19.000 Mann und einer Streitmacht von 2.500 bis 3.500 Kampfwagenlenkern angeblich fast doppelt so groß war wie das ägyptische Heer. Hier kam es am 12. Mai 1274 v. Chr. zur Entscheidungsschlacht bei Kadesch, die die bestdokumentierte Konfrontation zweier Staaten der Antike bis zu diesem Zeitpunkt ist, da ihr Verlauf in vielen Tempelinschriften Ramses II. erhalten ist.
Die Schlacht brachte keinem der beteiligten Gegner einen eindeutigen Vorteil, auch wenn Ramses das Ziel des Feldzugs, die Einnahme von Kadesch, klar verfehlte. Zurück in Ägypten ließ er jedoch die Schlacht als einen großen Sieg seiner Truppen darstellen. In den Folgejahren stabilisierte sich der hethitische Einfluss im Norden, aber die Hethiter konnten nicht bis nach Ägypten vordringen. Ramses führte noch dreimal sein Heer nach Norden (Siehe: Schlacht von Dapur). Nach etwa 15 Jahren sahen sich die Hethiter jedoch von einem neuen Feind, den Assyrern, bedroht, so dass der König Hattušili III. Ramses einen Friedensschluss, ja sogar einen Bündnispakt anbot.
Während an dieser Front relative Ruhe herrschte, musste sich Ramses aber durchaus bemühen, die anderen Landesgrenzen zu sichern. So unternahm er beispielsweise 1236 v. Chr. eine Strafexpedition in den Süden nach Nubien.

#### Frieden

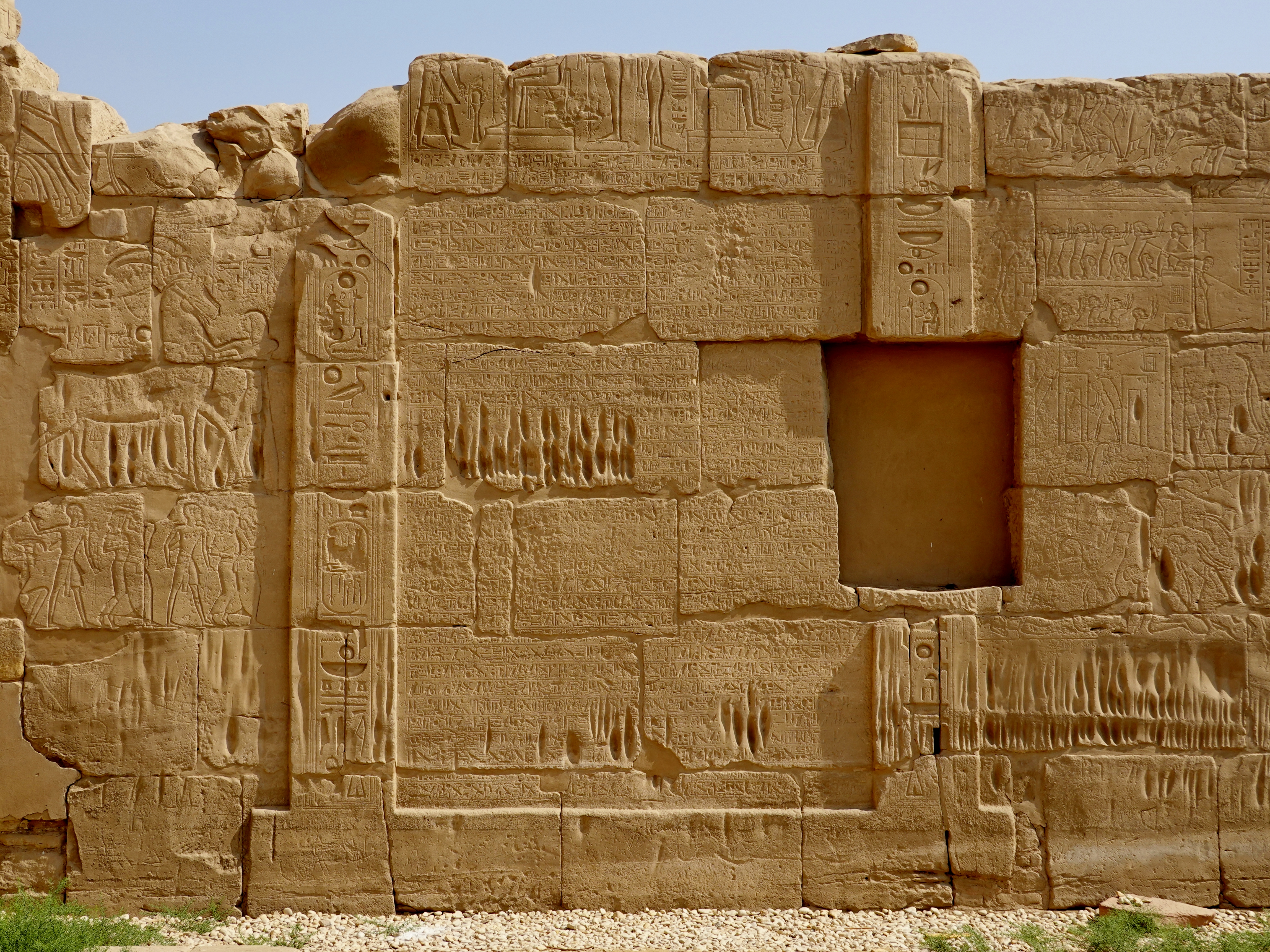
Hieroglypheninschrift mit dem Friedensvertrag an der westlichen Außenwand des Cachette-Hofes im Tempel von Karnak

Nach monatelangen Verhandlungen gelang es schließlich am 21. November 1259 v. Chr., den Friedensvertrag zwischen Ramses II. und Hattušili III. zu unterzeichnen.
1246 v. Chr. schlug Hattusili III. zusätzlich die Heirat Ramses’ mit einer seiner Töchter, Maathorneferure, vor, um das Bündnis zwischen den beiden Ländern noch zu vertiefen. Zwei weitere Hochzeiten sollten folgen.
Der Frieden mit den Hethitern, der als ältester bekannter schriftlicher Friedensschluss gilt, hielt bis über den Tod Ramses’ II. hinaus. Sogar sein Sohn und Nachfolger auf dem Pharaonenthron, Merenptah, lieferte Getreide an den hethitischen König Šuppiluliuma II., als in dessen Reich eine Hungersnot ausbrach.
Doch gegen Feinde der Hethiter zog Merenptah nicht zu Felde, wie es der Friedensvertrag eigentlich vorsah. Kurz darauf ging das hethitische Reich unter.
Während der späten Regierungszeit von Ramses II. setzte im Gebiet des östlichen Mittelmeeres ein Klimawandel ein, der zu extremen Trockenphasen führte und sich über einen Zeitraum von 1250 bis 1100 v. Chr. erstreckte. Dieser hatte womöglich bereits bei den Hethitern um 1210 v. Chr. erste Wirkungen, da Ägypten die in einen Versorgungsengpass geratenen Hethiter mit Getreidelieferungen unterstützte, wie aus einer Inschrift des Merenptah hervorgeht. Womöglich konnte die wirtschaftliche Lage nicht lange ausreichend stabilisiert werden. Nur wenige Jahrzehnte später (um ca. 1185 v. Chr.) scheinen große Teile der Bevölkerung Inneranatoliens nach Süden ausgewandert zu sein.

### Hofstaat und Familie
Der Hofstaat des Herrschers ist relativ gut dokumentiert. Viele seiner Beamten sind durch zahlreiche und bedeutende Denkmäler belegt. An erster Stelle sind hier die Wesire zu nennen: Nebamun, Paser, Rahotep, Chay und Neferrenpet. Vor allem Paser scheint eine bedeutende Persönlichkeit gewesen zu sein, der sogar einen Brief an den Großkönig Hattušili III. sandte. Von den anderen Beamten sei der Vizekönig von Kusch, Setau, erwähnt, der selbst an Tempelbauten des Herrschers seinen Namen anbringen ließ.

#### Große königliche Gemahlinnen
Ramses' Mutter Tuja regierte in den ersten Jahren der Herrschaft zusammen mit seinen beiden Hauptfrauen Nefertari und Isisnofret als Große königliche Gemahlin an seiner Seite. Dies ist auf vielen Inschriften, die aus den frühen Regierungsjahren stammen, belegt. Tuja starb im Jahr 1258 v. Chr. und wurde im Tal der Königinnen im Grab QV80 bestattet. Ramses erhob seine Tochter Bintanat im Folgejahr zur Großen königlichen Gemahlin. 1255 v. Chr. bekam auch Meritamun dieses hohe Amt angetragen.
Im Jahr 1255 v. Chr. verstarb die Große königliche Gemahlin Nefertari, die Ramses auf vielen Inschriften wegen ihrer Schönheit und seiner Liebe zu ihr förmlich vergötterte. Die Beisetzung fand im Tal der Königinnen statt. Das Grab (QV66) der Nefertari wurde 1904 von Ernesto Schiaparelli entdeckt und gilt heute als eines der schönsten und besterhaltenen Gräber ganz Ägyptens.
Als die Große königliche Gemahlin Isisnofret im Jahr 1246 v. Chr. starb, heiratete Ramses wohl aus politischen Gründen eine hethitische Prinzessin, die von ihm den Namen Maathorneferure erhielt.
Falls der auf späteren Inschriften erwähnte Sohn des Ramses Sethherchepeschef mit Amunherchepeschef identisch ist, wie Historiker annehmen, starb dieser um das Jahr 1244 v. Chr. Er wurde im Grab KV5 im Tal der Könige beigesetzt.
Für das Jahr 1239 v. Chr. verzeichnen Inschriften die Heirat mit einer weiteren hethitischen Prinzessin, deren Name aber nicht erwähnt wird.
Prinz Chaemwaset, der im Jahr 1230 v. Chr. als Ramses' Nachfolger proklamiert wurde, starb aber schon fünf Jahre später, so dass 1225 v. Chr. Prinz Merenptah als neuer Thronfolger eingesetzt wurde.
Von seinen drei Großen königlichen Gemahlinnen Nefertari, Isisnofret und Maathorneferure hatte er möglicherweise mehr als 15 Kinder. In der Zuordnung sind sich die Ägyptologen nur bei den folgenden sicher:
- Nefertari gebar mehrere Söhne, den Erstgeborenen und Kronprinzen Amunherchepeschef (ab Jahr 20: Sethherchepeschef), Paraherwenemef, Seti und Meriatum, sowie die Töchter Meritamun (weitere Große königliche Gemahlin), Henuttaui,[29] Baketmut und Nefertari.
- Isisnofret brachte die Töchter Bintanat (weitere Große königliche Gemahlin), Nebettaui (weitere Große königliche Gemahlin) und Isisnofret sowie die Söhne Ramses, Chaemwaset und Merenptah, den Nachfolger Ramses II., zur Welt.
- In der Mitte seiner Regierungszeit, um das 34. Regierungsjahr, heiratete Ramses die hethitische Prinzessin Sauškanu, die den ägyptischen Namen Maat-Hor-Neferu-Re erhielt. Von ihr ist wenig bekannt, obwohl sie noch im 61. Regierungsjahr des Herrschers lebte. Kinder aus dieser Verbindung sind nicht bekannt.[30]
- Eine weitere königliche Gemahlin und Tochter des Königs war Meritre.

Von Ramses II. sind als Nachkommen 40 Töchter und 45 Söhne bekannt. Designierte Nachfolger sind der Reihe nach Amunherchepeschef (Sohn der Nefertari), Ramses (erster Sohn der Isisnofret) und Chaemwaset (zweiter Sohn der Isisnofret). Sein wirklicher Nachfolger wurde dann Merenptah, der dritte Sohn von Isisnofret.

### Bauten

#### Überblick
Durch Ramses’ rege Bautätigkeit, die mit der Vollendung der begonnenen Bauwerke seines Vaters begann, ist im Wesentlichen seine Geschichte überliefert. Dies resultiert aus der gewaltigen Zahl an Inschriften, die er in die Tempel, Paläste und Stelen einmeißeln ließ.
Nachfolgend eine Auswahl der Bauten und Ausbauten:
- Tempel des Ramses II. von Abydos
- Akscha-Tempel
- Amara (Tempel)
- Beit el-Wali (Felsentempel – Speos)
- Derr (Felsentempel)
- Dschabal as-Silsila (Felsstele)
- Gerf Hussein (Haus des Ptah)
- Heliopolis (Ausbau des Sonnentempels, Obelisken)
- Herakleopolis Magna (Heiligtum des Herischef)
- Hermopolis Magna (Erweiterung des Thot-Tempel)
- Karnak-Tempel (viele Tempelerweiterungen)
- Luxor-Tempel (Tempelerweiterung, Obelisken)
- Memphis (Erweiterung des Ptah-Tempels)
- Serapeum in Sakkara (ausgebaut)
- Wadi as-Subu' (Amun-Tempel)

#### Pi-Ramesse
Schon kurz nach dem Tod seines Vaters erklärte Ramses den bei der alten Hyksosstadt Auaris im östlichen Nildelta gelegenen Sommerpalast, der von seinem Vater erbaut wurde, zum Kern seiner neuen Hauptstadt. Er ließ ihn zu einer gewaltigen Metropole am Pelusischen Nilarm ausbauen, die wahrscheinlich eine Fläche von über 30 km² bedeckte.
Die Tempelanlagen der Stadt wurden von späteren Dynastien, hier besonders der 22. Dynastie, abgebaut und zum Bau von deren Hauptstadt Tanis weiterverwendet, da der Pelusische Nilarm schon zu Zeiten der 20. Dynastie zu versanden begann und die Hafenanlagen nutzlos wurden.

#### Abu Simbel

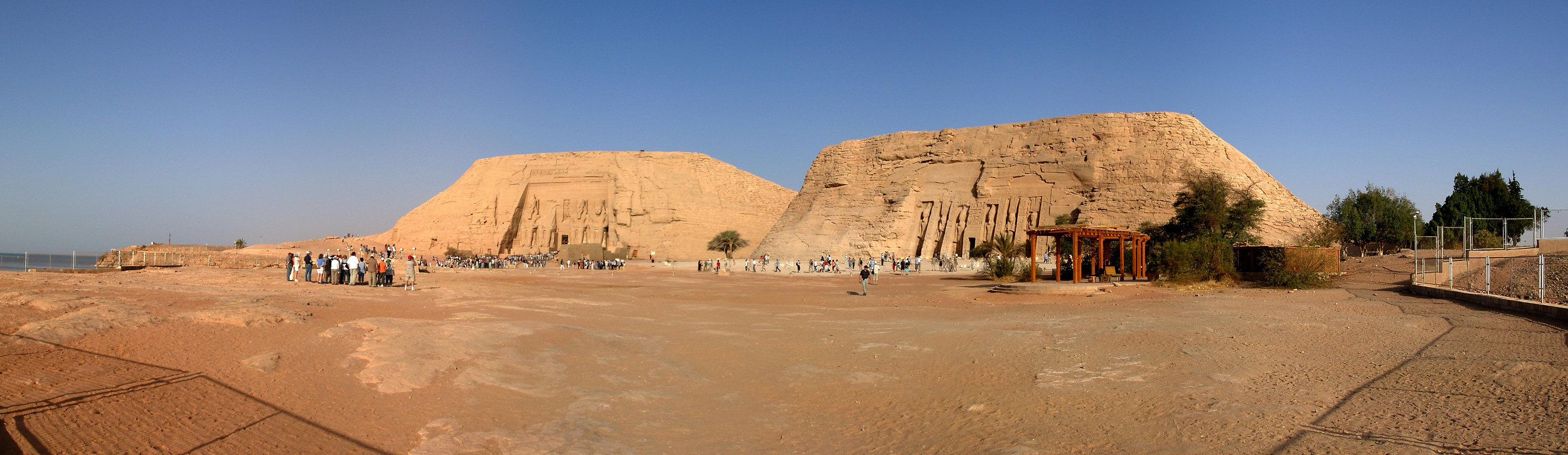
Abu Simbel

Das wohl bekannteste Bauwerk, das Ramses II. hat bauen lassen, ist der Tempel von Abu Simbel. Die aus zwei Tempeln bestehende Tempelanlage liegt etwa 300 km südlich von Assuan, am Rande des Nasser-Stausees, im damaligen Nubien. Es wird vermutet, dass er dieses prunkvolle Bauwerk bewusst zur Abschreckung der unterworfenen Nubier dort bauen ließ. Die Außenwand des größeren Tempels (altägyptisch Meha) zieren vier überlebensgroße Sitzstatuen von Ramses II. und mehrere kleinere seiner Frauen und Kinder. Der kleine Tempel von Abu Simbel (altägyptisch Ibschek) ist Ramses Großer Königlicher Gemahlin Nefertari gewidmet.
In einer großen internationalen Aktion konnte die Tempelanlage ab 1964 vor den durch den neu angelegten Nassersee immer höher steigenden Nilfluten gerettet werden, indem sie auf ein 64 m höheres Niveau versetzt wurde.

#### Ramesseum

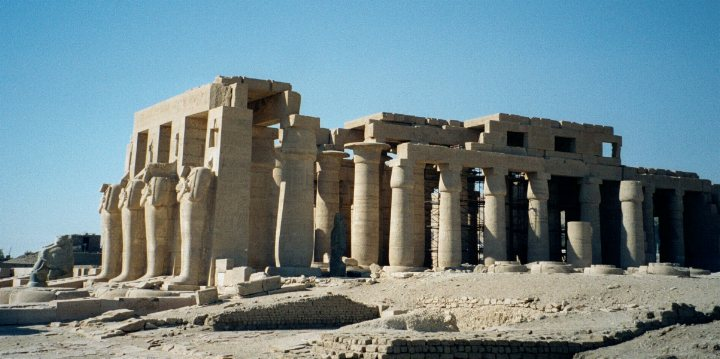
Ramesseum

An der Stelle in Theben-West, wo schon sein Vater Sethos I. einen Schrein errichtet hatte, baute Ramses den Palast des Ramses II. vereint mit Theben im Reich des Amun.
Schon in der Antike wurde der Palast als Steinbruch benutzt und andere ägyptische Dynastien benutzten dessen Steine zum Bau ihrer eigenen Tempel. Im frühen 19. Jahrhundert, während der Ägyptischen Expedition, erforschte Champollion die Anlage und gab ihr den Namen Ramesseum.

## Tod, Bestattung und Mumie

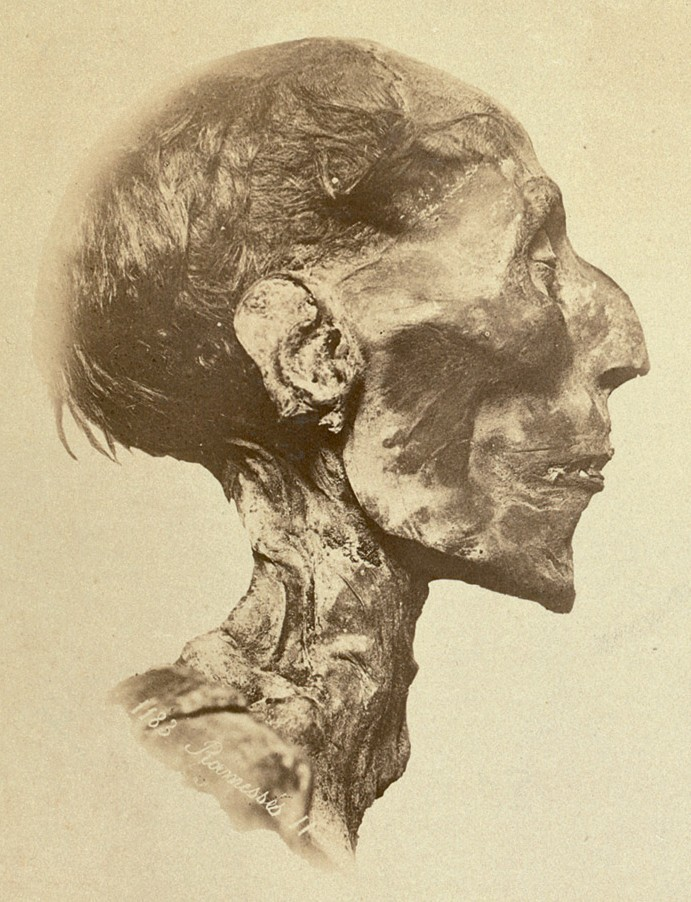
Kopf der Mumie Ramses II.

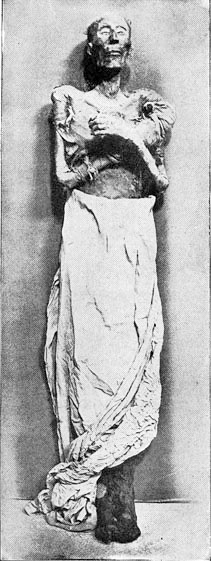
Historisches Foto der Mumie Ramses II.

Ramses II. starb im Jahr 1213 v. Chr., dem Geschichtsschreiber Manetho zufolge nach 66 Jahren und zwei Monaten Herrschaft am 27. Junigreg.(18. Achet I) in seiner Hauptstadt Pi-Ramesse. Er wurde 90 oder 91 Jahre alt. Sein Sohn Merenptah folgte ihm als Pharao nach. Nach seiner Mumifizierung wurde Ramses II. in seinem Grabmal KV7 im Tal der Könige beigesetzt.

### Antike
Ramses II. wurde in seinem zu Lebzeiten errichteten Grabmal im Tal der Könige (KV7) beigesetzt. Dieses liegt an einer sehr ungünstigen tiefen Stelle im Tal der Könige. Immer wieder wurde es durch Sturzfluten in schwere Mitleidenschaft gezogen, so dass Schutt den Eingang verschloss. 1798 wurde es von den Forschern, die während der von Napoleon initiierten Ägyptischen Expedition in das Tal der Könige kamen, als aufgefülltes Grab beschrieben. Henry Salt war der erste, der Grabungen dort ausführte. Die Beseitigung des Schutts der Überflutungen verursachten aber eine Austrocknung der Wände, so dass Salz aus den Wänden in die Reliefs und Malereien zog. Auch Rosellini und Champollion untersuchten das Grab. 1845 besuchte Karl Richard Lepsius das Grab und zeichnete den ersten genauen Lageplan. Um die Jahrhundertwende zum 20. Jahrhundert setzten wieder Sturzfluten dem Grab zu und verschütteten es erneut. Derzeit gräbt Christian Leblanc das Grab aus. Er versucht, es von Schutt zu befreien, damit es besser untersucht werden kann.
Bereits unter Ramses III. versuchten nach Angabe des Streik-Papyrus des Turiner Museo Egizio Plünderer in das Grab einzudringen, indem sie einige Steinblöcke über dem Eingang wegräumten.
Bei der Untersuchung 1976–1977 in Paris wurden an der Mumie drei Inschriften in hieratischer Schrift gefunden: Die erste berichtet, dass im 6. Jahr der Regierung Ramses' XI. (reg. 1105 bis 1076/1070 (?) v. Chr.) der Körper des Pharaos in das Grab seines Vaters Sethos I. (KV17) gebracht wurde. Eine weitere berichtet, dass im 10. Regierungsjahr des Siamun (reg. 978 bis 959 v. Chr.) der Sarg aus dem Sethosgrab in das Grab der Königin Ahmose Inhapi gebracht wurde. Schließlich dokumentiert die dritte Inschrift den Transport der Mumie in die Cachette von Deir el-Bahari.

### Wiederentdeckung
Am 5. Juli 1881 führte der Grabräuber Muhammad Abd el-Rassul aus dem oberägyptischen Dorf Qurna Beamte der ägyptischen Altertumsverwaltung und den deutschen Ägyptologen Emil Brugsch zu der seiner Familie schon lange bekannten Cachette von Deir el-Bahari. Dort fanden sich etliche Mumien bekannter Pharaonen der 18. bis 20. Dynastie, darunter die von Ramses II. Unter Brugschs Leitung wurde das Versteck aus Furcht vor bewaffneten Grabräubern in großer Eile ausgeräumt. Am 1. Juni 1886 wurde die Mumie auf Befehl des Khedive von Ägypten durch Gaston Maspero im Museum von Bulaq ausgewickelt und dabei beschädigt. Seit 1902 lagerte sie im Ägyptischen Museum in Kairo. 1907 berichtete Pierre Loti, dass die Mumienbinden von Pilzen befallen seien. Der Körper wurde daraufhin einem Quecksilberbad unterzogen. Von September 1976 bis Mai 1977 wurde die Mumie im Labor des Musée de l’Homme in Paris gründlich untersucht und konserviert. Zusammen mit weiteren Mumien wurde sie im April 2021 in das neu erbaute Nationalmuseum der ägyptischen Zivilisation (National Museum of Egyptian Civilization – NMEC) gebracht.

### Untersuchung und Konservierung in Paris
Im Ägyptischen Museum in Kairo herrschten für die Aufbewahrung der Mumie Ramses II. keine optimalen Bedingungen, so dass sie immer mehr verfiel. So wurde beschlossen, die Mumie im Labor des Musée de l’Homme in Paris zu konservieren und dabei eingehend zu untersuchen. Für die Überführung nach Frankreich stellte die Arabische Republik Ägypten einen Reisepass aus. Am 26. September 1976 wurde sie auf der französischen Militärbasis Le Bourget mit militärischen Ehren empfangen. Ein Team aus französischen und ägyptischen Wissenschaftlern begleitete die Mumie in ein Speziallabor, in dem konstant eine Temperatur von 19,5 °C und die Luftfeuchte bei 55 % bis 60 % gehalten wurde.
Mittels der Radiokarbonmethode konnten die Mumienbinden auf einen Zeitraum zwischen 1224 und 1232 v. u. Z. datiert werden. Demnach wäre Ramses bei seinem Tod etwa zehn Jahre jünger gewesen als die antike Überlieferung angibt. Das Holz des zweiten Sarkophags wurde dendrochronologisch zwischen 1340 und 1370 ±70 Jahre v. u. Z. datiert, ist also wesentlich älter. Die Untersuchung der Mumie selbst zeigt, dass Ramses II. etwa 172 cm groß und hellhäutig war und rötliche, im Alter weiß gewordene Haare hatte. Sein Alter wurde auf etwa 80 Jahre geschätzt. Ausgedehnte Röntgenuntersuchungen zeigten einen Defekt der Siebbeinplatte am oberen Dach der Nasenhöhle, die während des Mumifikationsprozesses durchstoßen worden war. Nach dem Tod war es zu einem Knochenbruch in der Halswirbelsäule gekommen. Die Arterien des Kopfes sind stark verkalkt. Die Zahnkronen beider Kiefer sind abgenutzt, es fanden sich mehrere Wurzelabszesse. Eine Osteomyelitis des Unterkiefers ging mit einer Abszessbildung auf das Kinn hin einher. An der rechten Schulter liegt ein akromio-humerales Neogelenk vor, eine Abnutzungserscheinung des Schultergelenks. Ramses litt an einer rechtsgerichteten Skoliose der Wirbelsäule, einer rheumatischen Spondylitis des Beckens. Es liegt eine beidseitige Hüftdysplasie vor, die Muskulatur beider Beine war durch Kontrakturen verkürzt, die Beingefäße waren stark sklerotisch verändert. Die botanische Untersuchung zeigte die Verwendung verschiedener Kräuter (Salbei, Hahnenfuß, Linde, Platane und Baumwolle), vor allem aber einer Pflanze aus der Gattung der Kamillen. Vor allem am Rücken und Hinterkopf fanden sich etwa 90 verschiedene Arten lebender oder keimfähiger Schimmelpilze. Um diese zu bekämpfen, wurde die Mumie einer Kobalt-60-Bestrahlung mit einer Dosis von 1,8 Megarad unterzogen.

### Sarkophag
Der Holzsarg, in dem Ramses II. aufgefunden wurde, war nicht Teil der originalen Bestattung. Der Grabbefund zeigt, dass die Mumie ursprünglich in einem Goldsarg lag, der in einem Sarkophag aus Alabaster deponiert wurde. Diese beiden Behältnisse, die heute weitgehend verloren sind, waren ihrerseits in einem großen steinernen Sarkophag niedergelegt. Nach der Plünderung des Grabes durch Grabräuber noch in altägyptischer Zeit wurde dieser Sarg an einem anderen Ort wiederverwendet, nämlich für die Bestattung des Hohepriesters Mencheperre aus der 21. Dynastie (11./10. Jahrhundert v. Chr.). Dort wurde er 2009 bei archäologischen Forschungen entdeckt und erwies sich nach einer Untersuchung der ursprünglichen Beschriftung als vormals zu Ramses II. gehörig.

## Historische Bedeutung

### Überlieferung
Die Bedeutung Ramses II. in der Geschichtsschreibung bezieht sich nicht nur auf das Alte Ägypten. Als bedeutender Herrscher seiner Zeit im Vorderen Orient taucht sein Name in etlichen Variationen in vielen unterschiedlichen Schriften auf. In der Bibel wird sein Name indirekt als Bestandteil der Hauptstadt Pi-Ramesse erwähnt. Der ägyptische Priester Manetho schrieb in griechischer Sprache über Ramesses Miamun, bzw. Rapsakes, während der griechische Historiker Herodot den Namen Rhampsinitus benutzte. Diodorus Siculus, der besonders von den Bauten, die heute als Ramesseum bekannt sind, beeindruckt war, benannte ihn um 60 v. Chr. Osymandyas, was eine Fehldeutung des ersten Teils des Thronnamens Usermaatre war. Die römischen Schriftsteller Plinius der Ältere und Tacitus schrieben in späteren Jahren über den König Rhamsesis oder auch Rhamses.
Der Name Ozymandias erlangte eine gewisse Berühmtheit, als Percy Bysshe Shelley 1818 sein Gedicht über den ägyptischen König Ozymandias veröffentlichte. Ozymandias wurde aber zu der Zeit nicht unbedingt mit Ramses II. gleichgesetzt, sondern für seinen unbekannten Vorgänger oder sogar Nachfolger gehalten.
Erst als mit der Entschlüsselung der Hieroglyphen durch Jean Francois Champollion 1822 die vielen Tempelinschriften Ägyptens deutbar wurden, nahm auch die Person des Ramses II. eine greifbare Gestalt an. Durch immer wieder neue Entdeckungen, die ihm zugeordnet werden konnten, wurde sein Name mit der Zeit legendär.

### Exodus
Ramses II. wird von einigen Forschern als der Pharao des Exodus angesehen, unter dem das Volk Israel aus Ägypten auszog. Diese These wird vielfach sehr kontrovers diskutiert. Andere Kandidaten sind Ahmose I., der sich rühmt, die Hyksos vertrieben zu haben, und die Unwetterstele aufgerichtet hat, wie auch Thutmosis III., auf den der Zeit nach (1 Kön 6,1 ) verweist. Da es keine ägyptischen Quellen gibt, die den Vorgang eines Exodus zur Zeit von Ramses, oder auch von Thutmosis, beschreiben oder auch nur erwähnen, verbleibt er bislang im Bereich der Spekulation. Dass es ihn jemals – beziehungsweise gemäß der in der Bibel geschilderten Form – gegeben hat, wird von einigen Archäologen und Althistorikern stark bezweifelt.
In diesem Zusammenhang wurde beispielsweise von den Chronologiekritikern David Rohl und Immanuel Velikovsky eine Anpassung der ägyptischen Chronologie an den biblischen Zeitrahmen vorgeschlagen. Wissenschaftliche Auswertungen altägyptischer astronomischer Texte und der Amarna-Briefe sowie bestehende Synchronismen mit anderen mesopotamischen Königen schließen jedoch die von Rohl und Velikovsky publizierten Theorien der Epochenverschiebung aus.

### Heutige Sicht

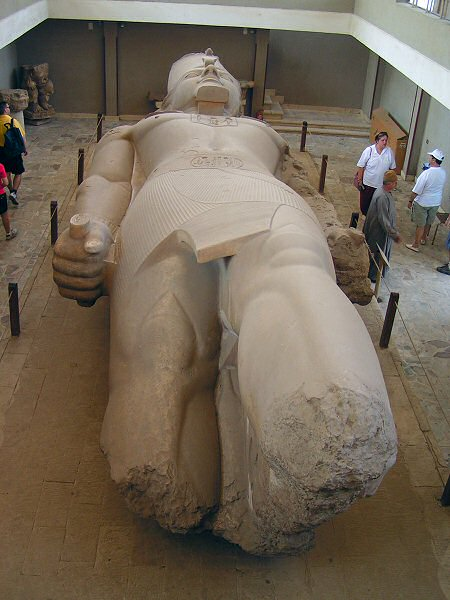
Kolossalstatue Ramses II.

Unumstritten ist, dass in der Regierungszeit seines Vaters Sethos I. die ägyptische Wirtschaft und Kultur auf einem Höhepunkt angelangt war. Ramses war bemüht, dieses Niveau zu halten, was sich nicht nur in der Vollendung der von seinem Vater begonnenen Bauten niederschlägt. Trotzdem sind die unter seiner Herrschaft ausgeführten Arbeiten qualitativ nicht so hochwertig wie die unter seinen Vorfahren ausgeführten.
Unter den forschenden Ägyptologen war die Person Ramses II. nicht unumstritten. So beschrieb ihn der Ägyptologe Banson in den 1950er Jahren als „ungezügelten Despoten mit einer Regierungszeit, die keinerlei Parallelen besitzt, die Errungenschaften seines Vaters und seiner Vorfahren usurpierend, um seine eigene Bedeutung herauszustellen.“
1959 bezeichnete ihn William C. Hayes als „aufdringlichen jungen Mann, der mit nicht viel Intelligenz, dafür aber Geschmacklosigkeit versehen war, aber eine enorme Energie und Anziehungskraft hatte“.
Kenneth A. Kitchen, der sich während seiner Forschungen viel mit Ramses II. beschäftigte, meinte, dass „seine Taten und sein Verhalten im Konsens unserer eigenen sozialen Werte als überheblich und größenwahnsinnig erscheinen, aber in seinem eigenen Umfeld und den Normen und Idealen der damaligen Zeit gesehen werden müssten“.
Die französische Ägyptologin Claire Lalouette sieht in ihm bei näherer Betrachtung nur einen „Blender“, dessen antike Beschreibungen nur Idealisierungen der Person des Ramses II. darstellen.
Es gibt jedoch auch andere Stimmen: er sei ein „weitsichtiger Politiker und Meister in der Kunst der Diplomatie“ (H. Schlögl), ein „Symbol dieser Zivilisation wie die Pyramiden. Seine Regierung ist bei weitem die ruhmreichste“ (Nicolas Grimal).

## Rezeption in Kunst und Literatur
Für den Ägyptologen Christian Jacq war das Leben Ramses II. Vorbild für seine fünfbändige historische Romanreihe.
Percy Bysshe Shelley ließ sich von einem ab 1816 in London ausgestellten Kopf einer Kolossalstatue Ramses II. zu seinem Gedicht Ozymandias inspirieren.
Der Jesuit Giovanni Riccioli benannte in seinem Neuen Almagest (1651) einen Mondkrater in Bezug auf Ramses II. nach Ozymandias.
Die beiden amerikanischen Filme Die Zehn Gebote (1923) und Die zehn Gebote (1956) spielen zur Zeit Ramses II., der im letzteren Film von Yul Brynner verkörpert wird. Ebenso der Film Exodus: Götter und Könige (2014), in dem Joel Edgerton den Herrscher darstellt.
In der Graphic Novel Watchmen benennt der Charakter Ozymandias sein Superhelden-Alter-Ego nach Ramses II.